# Ерлауфзеє
Ерлауфзеє (раніше також Ерлафзее) — гірське озеро біля підніжжя Гемайндальпе неподалік від міста Міттербах-ам — Ерлауфзеє. По озеру проходить кордон між Нижньою Австрією і Штирією. Він розташований на дорозі Целлеррайн від Маріацелля до Лунц-ам-Зеє. У літні місяці ви можете дістатися до озера з Маріацелля на Museumtramway Mariazell–Erlaufsee, який працює на історичних парових трамваях. Він має природний пляж для купання на південному березі (гальковий). Ерлауф протікає через озеро. Велике рибне багатство озера — окунь, щука, голець, краснопірка, струмкова та райдужна форель.
На березі є ресторан, снек-бар, кемпінг, пункт прокату човнів і школа дайвінгу. По озеру також пропонуються тури на екскурсійних човнах. Erlaufsee не слід плутати з Erlaufstausee, приблизно за 4,5 км і нижче за течією Ерлауфа.